# Таманрассет (река)
Таманрассет — пересыхающая река в Алжире в вилайетах Таманрассет и Адрар. Длина реки оценивается в 500 км.
Начинается от слияния рек Тисинауин и Эзерзе. Русло реки теряется у источника Шейх, севернее песков Эрг-Бахамму.
Около 5 тысяч лет назад, во время влажного неолитического субплювиала, река дотекала до Атлантического океана и впадала в него на побережье современной Мавритании. Засыпанное песком русло реки учёные обнаружили при помощи радиолокационных наблюдений Сахары научным инструментом PALSAR (Phased Array type L-band Synthetic Aperture Radar) с японского спутника ALOS.